# Поджигородово
Поджигородово — деревня в городском округе Клин Московской области России. Население — 4 чел. (2010).

## Население
| 1852 | 1859 | 1886 | 1899 | 1926 | 2002 | 2006 |
| ---- | ---- | ---- | ---- | ---- | ---- | ---- |
| 118  | ↘109 | ↘90  | ↘81  | ↗133 | ↘4   | ↘3   |
| 2010 |      |      |      |      |      |      |
| ↗4   |      |      |      |      |      |      |

## География
Деревня Поджигородово расположена на северо-западе Московской области, в южной части городского округа Клин, примерно в 24 км к югу от окружного центра — города Клина, на правом берегу реки Нудоль, у границы с городским округом Истра. Высота центра над уровнем моря — 188 метров. Связана автобусным сообщением с Клином (маршруты № 29, 41). Ближайшие населённые пункты — деревни Коськово и Кузнецово.

## История
В 1626 году пустошь Поджигородово Раменского стана Дмитровского уезда являлась поместьем Константина Михайловича Кайсарова. Около 1670 года на старом церковном месте была построена новая церковь. В XVII—XVIII веках владельцами села также были Татариновы, Никитины, Строгановы и Юрьевы.
В середине XIX века село Поджигородово 1-го стана Клинского уезда Московской губернии принадлежало Марине Лукьяновне Козловой, в селе было 19 дворов, крестьян 58 душ мужского пола и 60 душ женского.
В «Списке населённых мест» 1862 года — владельческое село 1-го стана Клинского уезда по правую сторону Звенигородского тракта, в 25 верстах от уездного города и 26 верстах от становой квартиры, при реке Катыш, с 15 дворами, православной церковью и 109 жителями (54 мужчины, 55 женщин).
В 1886 году село входило в состав Спас-Нудольской волости Клинского уезда, насчитывалось 20 дворов, проживало 90 человек.
В 1899 году в селе 81 житель, действовало земское училище.
По данным на 1911 год число дворов составляло 22.
По материалам Всесоюзной переписи населения 1926 года — административный центр Поджигородовского сельсовета Спас-Нудольской волости Клинского уезда в 10,7 км от Пятницкого шоссе и 23,5 км от станции Подсолнечная Октябрьской железной дороги; проживало 133 человека (68 мужчин, 65 женщин), насчитывалось 28 хозяйств, из которых 23 крестьянских.
С 1929 года является населённым пунктом Московской области в составе Поджигородовского сельсовета Солнечногорского района (1929—1932), Поджигородовского сельсовета Новопетровского района (1932—1939), Тиликтинского сельсовета Новопетровского района (1939—1959), Тиликтинского сельсовета Рузского района (1959), Нудольского сельсовета Рузского района (1959), Нудольского сельсовета Клинского района (1959—1963, 1965—1975), Нудольского сельсовета Солнечногорского укрупнённого сельского района (1963—1965), Щёкинского сельсовета Клинского района (1975—1994), Щёкинского сельского округа Клинского района (1994—2006), сельского поселения Нудольское Клинского района (2006—2017), городского округа Клин (с 2017).

## Храм Михаила Архангела

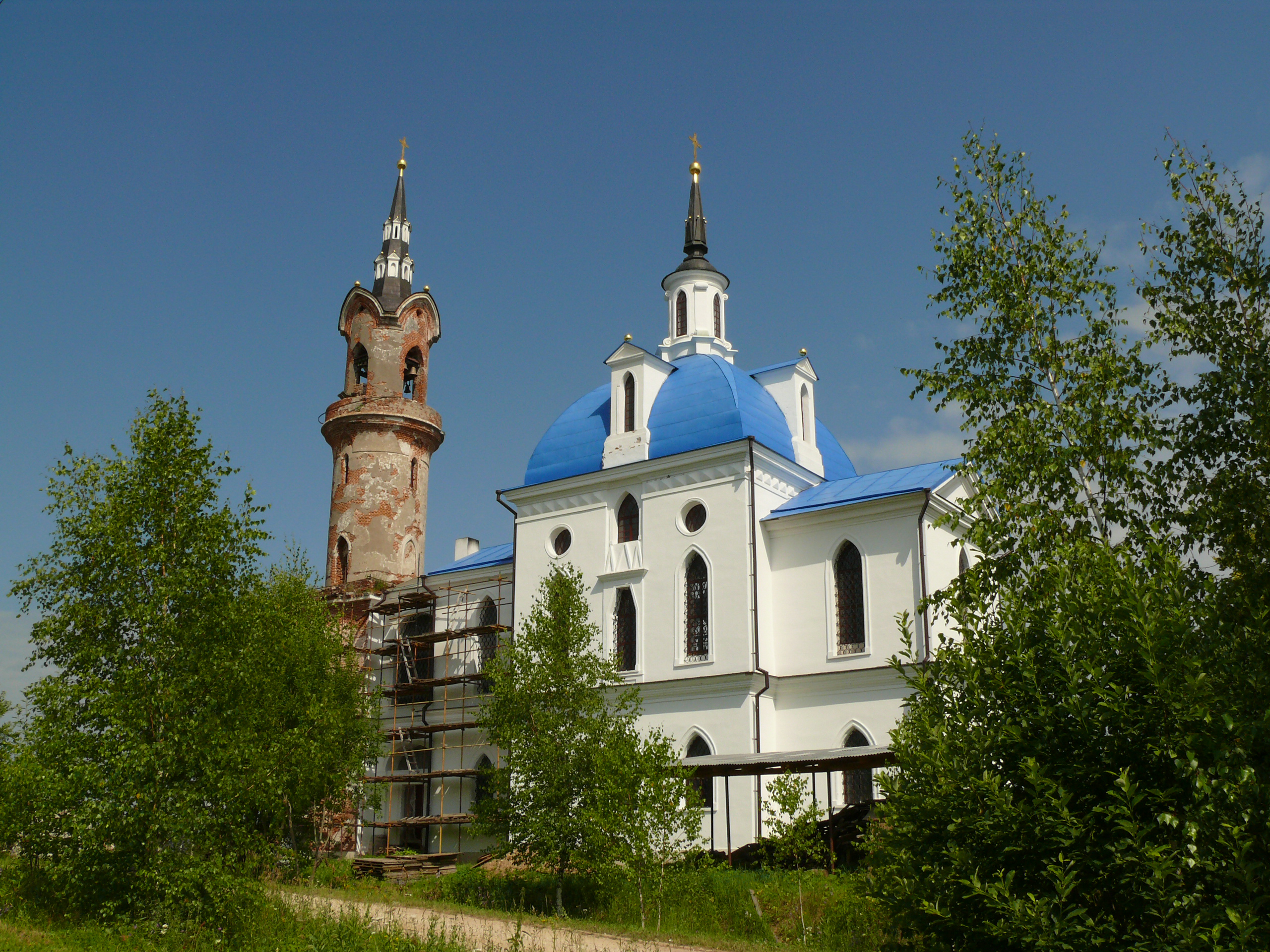
Храм Архангела Михаила в Поджигородово

Двухэтажная церковь в стиле неоготики построена Юрьевыми в 1778—1783 годах, в ней хорошо сочетаются элементы европейской архитектуры средневековья и русского зодчества. Здание поделено по вертикали на нижнюю теплую церковь и верхний Казанский престол. Двухэтажный переход соединяет церковь с колокольней. Храм был закрыт в 1938 и вновь открыт в 1992 году. Является памятником градостроительства и архитектуры регионального значения.